# 中國宏橋集團

中國宏橋集團有限公司（港交所：1378）是中國500強民營企業之一，其是全球特大型鋁業生產企業和全球領先的鋁產品製造商，主要的產品包括液態鋁合金、氧化鋁和鋁合金錠、鋁合金鑄軋產品、鋁母線、高精鋁板帶箔和新材料等。 中國宏橋集團是由魏橋紡織大股東張士平家族持有。

## 历史
2011年1月，中國宏橋集團於香港進行公開招股，招股價介乎7.1至9.9港元，集資123.54億至172.26億元。 其後，中國宏橋集團因市況欠佳擱置上市計劃。 同年3月，中國宏橋集團再次公開招股，集資規模亦由上一次的最多172億元減至73.46億元，招股價7.2至8.3元
，並引入長實（改組後為長江和記實業）、鄭裕彤、劉鑾雄和劉鑾鴻為股東。 中國宏橋集團招股價最終招價股訂在7.2元，在3月24日上市。
2014年12月23日，中國宏橋斥資18.96億元人民幣收購山東省濱州市濱北新材料公司。
2017年3月1日，沽空機構Emerson指中國宏橋由上市起已經造假數，並指中國宏橋股價只值3.1元，中國宏橋同日股價下跌8.3%，停牌前報7.15元。
2017年3月22日，中國宏橋申請停牌，指需要更多時間處理核數師提出的問題。
2019年12日19日，中國宏橋宣佈在雲南加速打造千億級綠色低碳水電鋁材一體化基地，啟動雲南綠色旅創新產業園暨200萬噸綠色水電铝項目。
2020年9月17日，中國宏橋集團領建，依託雲南省豐富水電資源優勢發展鋁產業的雲南綠色鋁創新園203萬噸綠色鋁項目在文山壯族苗族自治州投產。
2022年3月18日公佈了中國宏橋集團的2021年的業績，截至2021年12月底止，純利160.73億元（人民幣），期內，收入增長32.91%至1144.91億元，集團2021年鋁合金產品產量和鋁合金加工產品產量分別為563.3萬噸和67.2萬噸，按年略有增長。

## 外部連結
- 中國宏橋集團第一次招股章程
- 中國宏橋集團第二次招股章程（页面存档备份，存于）